# Heroes (Måns-Zelmerlöw-Lied)
Heroes (engl. für Helden) ist ein englischsprachiges Lied des schwedischen Sängers Måns Zelmerlöw. Zelmerlöw gewann mit diesem Lied den Eurovision Song Contest 2015 in Wien. Dies war der sechste Sieg Schwedens beim ESC. Heroes ist zudem die erste Singleauskopplung aus Zelmerlöws sechstem Studioalbum Perfectly Damaged, welches am 5. Juni 2015 erschienen ist.

## Hintergrund
Melodie und Text wurden von Anton Malmberg Hård af Segerstad, Joy Deb und Linnea Deb geschrieben und produziert. Das Lied wurde erstmals am 28. Februar 2015, während des vierten Halbfinales des schwedischen Vorentscheids zum Eurovision Song Contest 2015, dem Melodifestivalen, präsentiert. Zelmerlöw zog mit dem Lied ins Finale ein und gewann den Vorentscheid in der Friends Arena, mit einer Gesamtpunktzahl von 288 Punkten. Kritiker sahen in dem Lied ein Plagiat des David-Guetta-Songs Lovers on the Sun, was Zelmerlöw abstritt.
Aufgrund einer Beschwerde wurden die animierten Strichmännchen, die im offiziellen Musikvideo und ebenso in der aufwändig produzierten Hintergrundprojektion der Bühnenshow verwendet wurden, vor dem Eurovision Song Contest 2015 neu gezeichnet.
In Deutschland erschien der Titel am 3. April 2015.

## Eurovision Song Contest

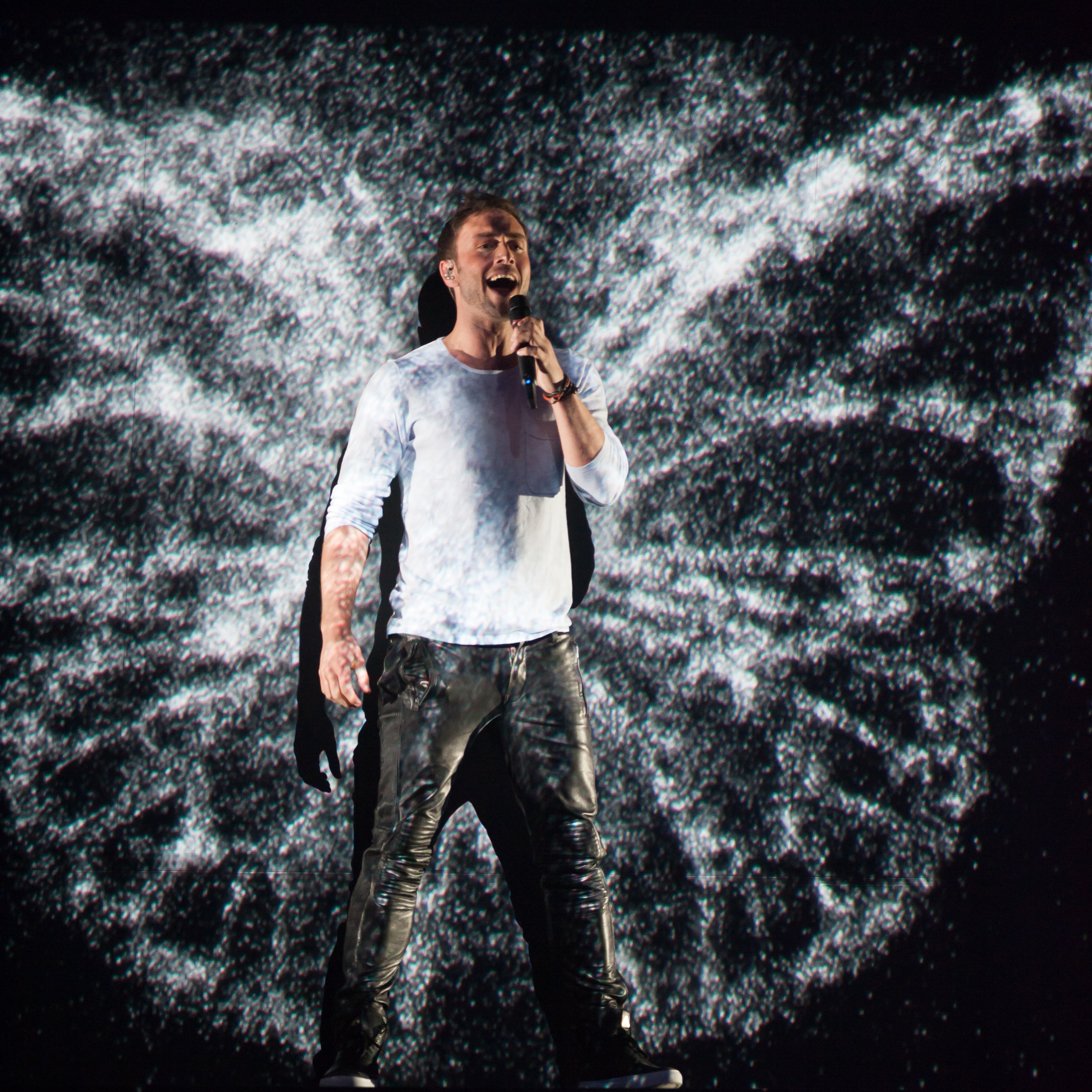
Måns Zelmerlöw beim Eurovision Song Contest 2015 in Wien

Mit dem Lied Heroes trat Zelmerlöw am 23. Mai 2015 beim Eurovision Song Contest für Schweden an. Das Lied erhielt aus allen abstimmungsberechtigten Ländern Punkte und siegte mit insgesamt 365 Punkten. Dies ist nach Alexander Rybaks Beitrag aus dem Jahr 2009, Fairytale (387 Punkte), und Loreens Beitrag aus dem Jahr 2012, Euphoria (372 Punkte), die dritthöchste Punktzahl im alten Punktesystem. 
Punktevergabe für Schweden
| Anzahl | Punkte | Land |
| ------ | ------ | --- |
| 12×    | 12     | Australien, Belgien, Dänemark, Finnland, Island, Italien, Lettland, Norwegen, Polen, Slowenien, Schweiz, Vereinigtes Königreich |
| 11×    | 10     | Deutschland, Estland, Irland, Israel, Litauen, Malta, Niederlande, Tschechien, Ungarn, Belarus, Zypern                          |
| 7×     | 8      | Frankreich, Moldawien, Portugal, Rumänien, Russland, Serbien, Spanien                                                           |
| 5×     | 7      | Albanien, Armenien, Georgien, Österreich, San Marino                                                                            |
| 1×     | 6      | Aserbaidschan |
| 2×     | 5      | Mazedonien, Montenegro |
| 1×     | 4      | Griechenland |

## Chartplatzierungen
| Jahr | Titel Album              | Höchstplatzierung, Gesamtwochen, AuszeichnungChartplatzierungen (Jahr, Titel, Album, Platzierungen, Wochen, Auszeichnungen, Anmerkungen) | Höchstplatzierung, Gesamtwochen, AuszeichnungChartplatzierungen (Jahr, Titel, Album, Platzierungen, Wochen, Auszeichnungen, Anmerkungen) | Höchstplatzierung, Gesamtwochen, AuszeichnungChartplatzierungen (Jahr, Titel, Album, Platzierungen, Wochen, Auszeichnungen, Anmerkungen) | Höchstplatzierung, Gesamtwochen, AuszeichnungChartplatzierungen (Jahr, Titel, Album, Platzierungen, Wochen, Auszeichnungen, Anmerkungen) | Höchstplatzierung, Gesamtwochen, AuszeichnungChartplatzierungen (Jahr, Titel, Album, Platzierungen, Wochen, Auszeichnungen, Anmerkungen) | Anmerkungen                                                |
| Jahr | Titel Album              | DE | AT | CH | UK | SE | Anmerkungen                                                |
| ---- | ------------------------ | --- | --- | --- | --- | --- | ---------------------------------------------------------- |
| 2015 | Heroes Perfectly Damaged | DE3 (13 Wo.)DE | AT1 Gold · (13 Wo.)AT | CH1 (8 Wo.)CH | UK11 (4 Wo.)UK | SE1 ×5Fünffachplatin · (34 Wo.)SE | Erstveröffentlichung: 28. Februar 2015 Verkäufe: + 270.000 |